# Liste der Pfarren im Dekanat St. Andrä
Das Dekanat St. Andrä ist ein Dekanat der römisch-katholischen Diözese Gurk.

## Pfarren mit Kirchengebäuden
| Pfarre                   | Ink.                        | Patrozinium             | Kirchengebäude | Bild |
| Ettendorf                |                             | Hl. Markus              | Pfarrkirche Ettendorf Filialkirche Lamprechtsberg, Filialkirche St. Vinzenz, Filialkirche Weissenberg                                                                                    |      |
| Lamm                     |                             | Hl. Georg               | Pfarrkirche Lamm |      |
| Lavamünd                 |                             | Mariä Himmelfahrt       | Pfarrkirche Lavamünd Filialkirche Heiligste Dreifaltigkeit, Marktkirche, Filialkirche Unterbergen, Jakobskirche                                                                          |      |
| Maria Rojach             |                             | Mariä Himmelfahrt       | Pfarrkirche Maria Rojach Filialkirche Gemmersdorf |      |
| Pölling                  |                             | Hl. Johannes der Täufer | Pfarrkirche Pölling Filialkirche Tschrietes |      |
| Pustritz                 | St. Paul im Lavanttal (OSB) | Mariä Heimsuchung       | Pfarrkirche Pustritz |      |
| St. Andrä im Lavanttal   |                             | Hl. Andreas             | Domkirche St. Andrä im Lavanttal Basilika Maria Loreto (Rektorat), Filialkirche St. Jakob, Filialkirche Schönweg, Filialkirche Jakling, Filialkirche Siebending, Filialkirche Fischering |      |
| St. Georgen im Lavanttal | St. Paul im Lavanttal (OSB) | Hl. Georg               | Pfarrkirche St. Georgen im Lavanttal Filialkirche Andersdorf |      |
| Lorenzenberg ob Lavamünd |                             | Hl. Laurentius          | Pfarrkirche Lorenzenberg ob Lavamünd Filialkirche Magdalensberg |      |
| St. Martin im Granitztal | St. Paul im Lavanttal (OSB) | Hl. Martin              | Pfarrkirche St. Martin im Granitztal Filialkirche St. Nikolaus am Windischen Weinberg |      |
| St. Paul im Lavanttal    | St. Paul im Lavanttal (OSB) | Hl. Paulus              | Stiftskirche St. Paul im Lavanttal Filialkirche St. Erhard, Kalvarienbergkirche, Johannesbergkirche, Josefsbergkirche, Weinbergkirche, Filialkirche St. Margarethen                      |      |
| St. Ulrich an der Goding |                             | Hl. Ulrich              | Pfarrkirche St. Ulrich an der Goding Filialkirche Reideben, Kapelle Goding |      |
| Wölfnitz auf der Saualpe |                             | Hl. Michael             | Pfarrkirche Wölfnitz an der Saualpe Filialkirche St. Leonhard an der Saualpe, Filialkirche hl. Margaretha in Tschrietes                                                                  |      |

## Dekanat St. Andrä
Das Dekanat umfasst 13 Pfarren.

## Dechanten
- 2008–2014 Marko Lastro (1960–2016), Pfarrer der Pfarren Ettendorf, St. Lorenzen und Lavamünd[1]
- seit 2014 Gerfried Sitar, Pfarrer von St. Andrä, Pölling, Lamm und Wölfnitz